# Extraluminale Valvuloplastie
Mit dem Operationsverfahren (OP) Extraluminale Valvuloplastie (EXVP) können defekte Venenklappen der Vena saphena magna repariert werden, ohne die Vene entfernen zu müssen.
Bei der venenerhaltenden Therapie wird  ein 3 cm langer Schnitt in der Leiste vorgenommen, die geschädigte Vene freigelegt und mit einer 0,2 mm dünnen Kunststoffhaut, dem VenoPatch, ummantelt. Der VenoPatch wird durch Einzelknopfnähte fixiert und wirkt somit wie ein innerer Kompressionsstrumpf. In einer nur halbstündigen OP kann auf diese Weise die Vene rekonstruiert und der Blutrückfluss verhindert werden. Die Vene kann sich erholen.
Der in der Regel ambulant durchgeführte Eingriff wird in örtlicher Betäubung oder auch wahlweise in Vollnarkose durchgeführt.